# Ca l'Ase Negre
Ca l'Ase Negre és una muntanya de 764 metres i cota culminant de la serra de cal Marc, que es troba al municipi de Pinós, a la comarca catalana del Solsonès. Al cim s'hi pot trobar un vèrtex geodèsic (referència 276105001).
Als peus del cim s'hi pot trobar la masia homònima de Ca l'Ase Negre, i a la rodalia hi ha les masies de Cal Marquet, Cal Milhomes i la Cabana. En el seu vessant nord hi neix el torrent de Bonsfills.